# About a Girl
"About a Girl" é uma música da banda grunge estadunidense Nirvana. É a terceira faixa do álbum de estréia do grupo, Bleach, de 1989. É também a primeira faixa do álbum póstumo MTV Unplugged in New York, do qual foi lançada como single em 1994.

## História
De acordo com a biografia de 1993 Come as You Are: The Story of Nirvana, escrita por Michael Azerrad, "About a Girl" foi escrita por Kurt Cobain depois que ele passou uma tarde inteira ouvindo Meet the Beatles! repetidamente. Na época, Kurt tentava lidar com seu instinto em escrever músicas pop e relutou em incluir a música em Bleach por temer uma reação negativa dos fãs grunge da banda. Ele afirmou em uma entrevista à Rolling Stone em 1993:
| “ | Colocar uma música bonitinha, no estilo pop do R.E.M., em um álbum grunge, no meio daquela cena, foi algo arriscado. | ” |

Entretanto, o produtor de Bleach, Jack Endino, estava animado com a música, chegando a vê-la como um single em potencial. Anos depois, Butch Vig, que produziu o álbum Nevermind, de 1991, citou "About a Girl" como um primeiro sinal de que havia mais no Nirvana além do grunge. Butch falou à NME em 2004:
| “ | Todos falam do flerte de Kurt com… toda a cena punk, mas ele também foi um grande fã dos Beatles, e quanto mais tempo nós passávamos juntos, mais essa influência se tornava óbvia. | ” |

"About a Girl" foi gravada para Bleach em Dezembro de 1988 por Jack Endino na cidade de Seattle. Ela permaneceu como uma das poucas músicas de Bleach que o Nirvana continuou a tocar até a morte de Kurt em Abril de 1994. A versão do acústico da MTV, gravado em 1993 e lançado em 1994, é provavelmente a mais conhecida.
A gravação ao vivo de "About a Girl" aparece como uma música disponível no video game Guitar Hero World Tour.

## Significado
De acordo com Chad Channing, baterista do Nirvana na época do Bleach, Kurt não tinha um título para a música quando ele a trouxe pela primeira vez. Quando perguntado do que tratava a música, ele respondeu "it's about a girl" ("é sobre uma garota").
A garota em questão era Tracy Marander, então namorada de Kurt, com quem ele vivia na época. Aparentemente, Tracy reclamou com Kurt por ele nunca ter escrito uma música para ela, e Kurt, mesmo dizendo não ter o "direito de escrever sobre ela", respondeu com "About a Girl". A música relata as brigas do casal por causa da recusa de Kurt em procurar um emprego e de ajudar a limpar o apartamento, que abrigava muitos de seus animais de estimação. Durante as discussões, Kurt ocasionalmente ameaçou ir morar dentro do carro, após o que Tracy geralmente o perdoava.
Kurt nunca contou a Tracy que ele havia escrito "About a Girl" para ela. No documentário Kurt and Courtney, produzido por Nick Broomfield em 1998, Tracy revelou que ela só soube depois de ler a biografia do Nirvana.

## Posição nas paradas musicais
| Parada (1994–95)                                    | Melhor posição |
| --------------------------------------------------- | -------------- |
| Austrália (ARIA)                                    | 4              |
| Austrália (ARIA Alternative)                        | 1              |
| Bélgica (Ultratop 50 de Flandres)                   | 13             |
| Canadá (RPM Top Singles)                            | 10             |
| Dinamarca (Hitlisten)                               | 30             |
| European Hot 100 Singles (Music & Media)            | 64             |
| European Hit Radio Top 40 (Music & Media)           | 22             |
| Finlândia (The Official Finnish Charts)             | 8              |
| França (SNEP)                                       | 23             |
| Islândia (Íslenski Listinn Topp 40)                 | 1              |
| Itália (FIMI)                                       | 20             |
| Países Baixos (Dutch Top 40)                        | 26             |
| Países Baixos (Single Top 100)                      | 22             |
| Polônia (LP3)                                       | 3              |
| Suécia (Sverigetopplistan)                          | 20             |
| Reino Unido (Official Charts Company) Import CD     | 185            |
| Estados Unidos (Billboard Mainstream Top 40)        | 29             |
| Estados Unidos (Billboard Radio Songs)              | 22             |
| Estados Unidos (Billboard Alternative Airplay)      | 1              |
| Estados Unidos (Billboard Mainstream Rock)          | 3              |
| Estados Unidos CHR Top 40 (Radio & Records)         | 34             |
| Estados Unidos CHR Pop Top 40 (Radio & Records)     | 28             |
| Estados Unidos Rock Tracks Top 60 (Radio & Records) | 2              |
| Estados Unidos Alternative Top 50 (Radio & Records) | 2              |

| Parada (1999)                       | Melhor posição |
| ----------------------------------- | -------------- |
| Reino Unido (OCC UK Rock and Metal) | 33             |

| Parada (1994)                                    | Posição |
| ------------------------------------------------ | ------- |
| Canadá Top Singles (RPM)                         | 93      |
| Estados Unidos Top Rock Tracks (Radio & Records) | 80      |
| Estados Unidos Top Alternative (Radio & Records) | 47      |

| Parada (1995)                       | Posição |
| ----------------------------------- | ------- |
| Canadá Top Singles (RPM)            | 88      |
| França (SNEP)                       | 83      |
| Islândia (Íslenski Listinn Topp 40) | 23      |